# Мадон
Мадон (фр. Madon) је река у Француској. Дуга је 97 km. Улива се у Мозел. 